# Harty (Kent)
Pour les articles homonymes, voir Harty.
Harty est un petit hameau de l'Île de Sheppey dans le Kent, et est constitué de quelques cottages, une église et un bâtiment public, The Ferry Inn. L'église est dépourvue d'électricité et d'eau courante et date du XIe siècle.
D'un point de vue historique, Harty était le terminus nord du Harty Ferry, qui circulait entre ce que l'on appelait alors Isle of Harty, et le continent (terre ferme) ; d'où le nom de l'édifice public local. Le terminus sud, sur la terre ferme, était proche des villages d'Oare et d'Uplees. De nos jours, les vestiges de la jetée du terminus sud se trouvent le long de la côte de la réserve naturelle des marais d'Oare (Oare Marshes nature reserve). À proximité, un petit groupe de bâtiments s'appelle toujours Harty Ferry Cottages.
Harty se trouve à quelques minutes de marche de la The Swale National Nature Reserve. Des sentiers publics partent de Harty, le long la limite sud de la réserve jusqu'au hameau de Shellness, et en reviennent le long du pourtour nord de la réserve vers Harty.

## Galerie

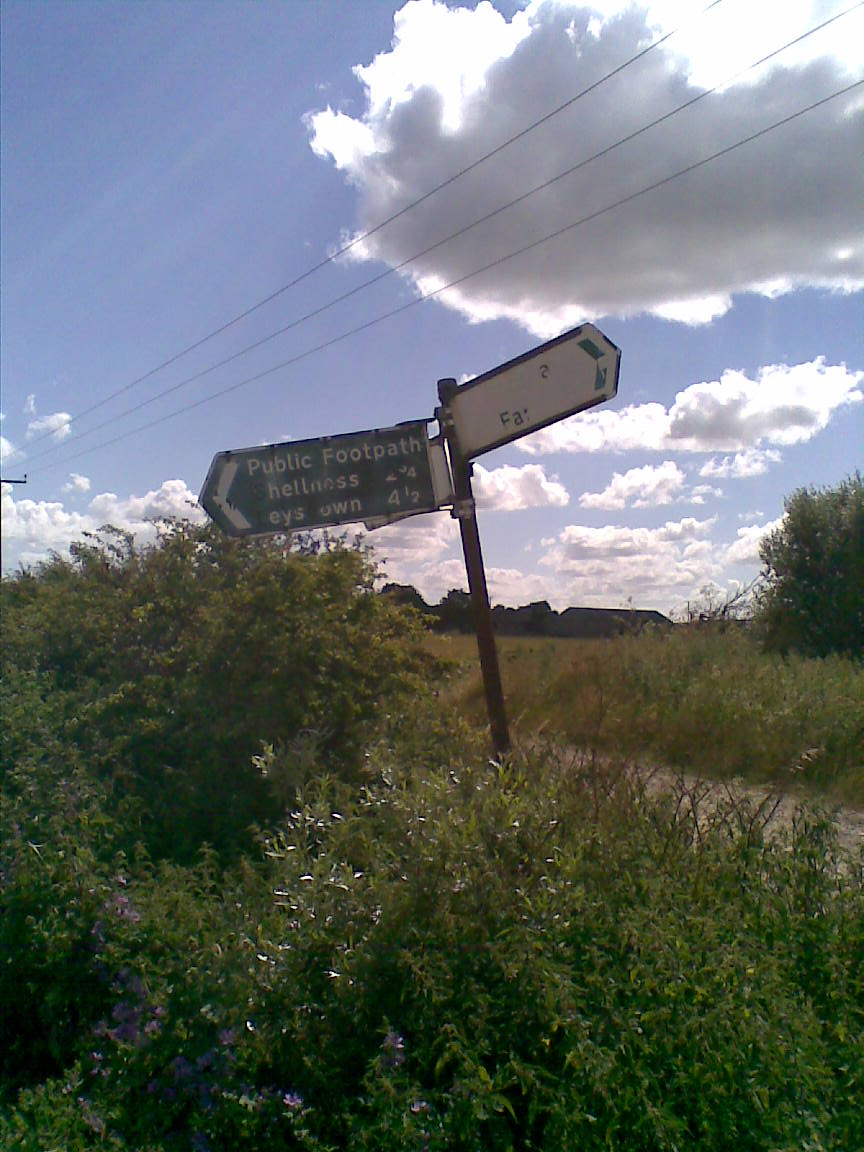
Des panneaux de signalisation à Harty
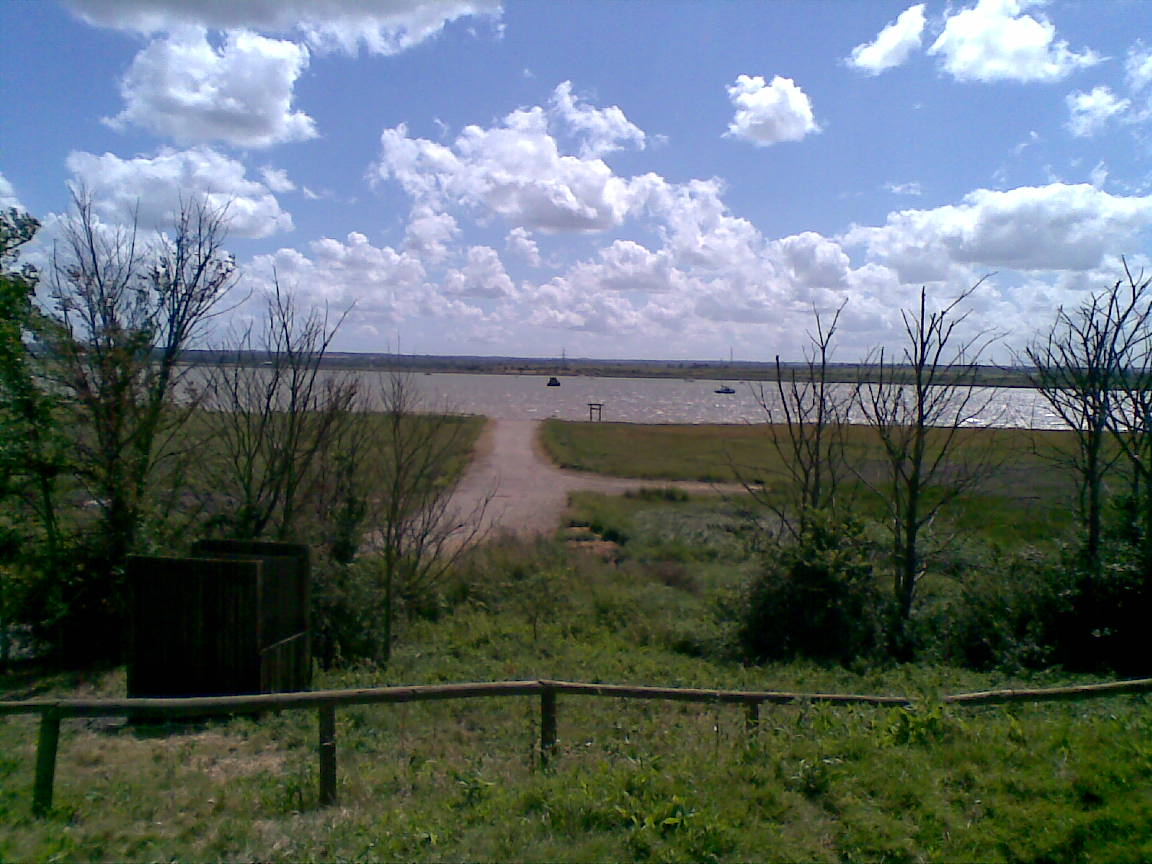
Les restes du terminus du ferry ; au loin, on aperçoit la terre ferme.